# Ottagoni

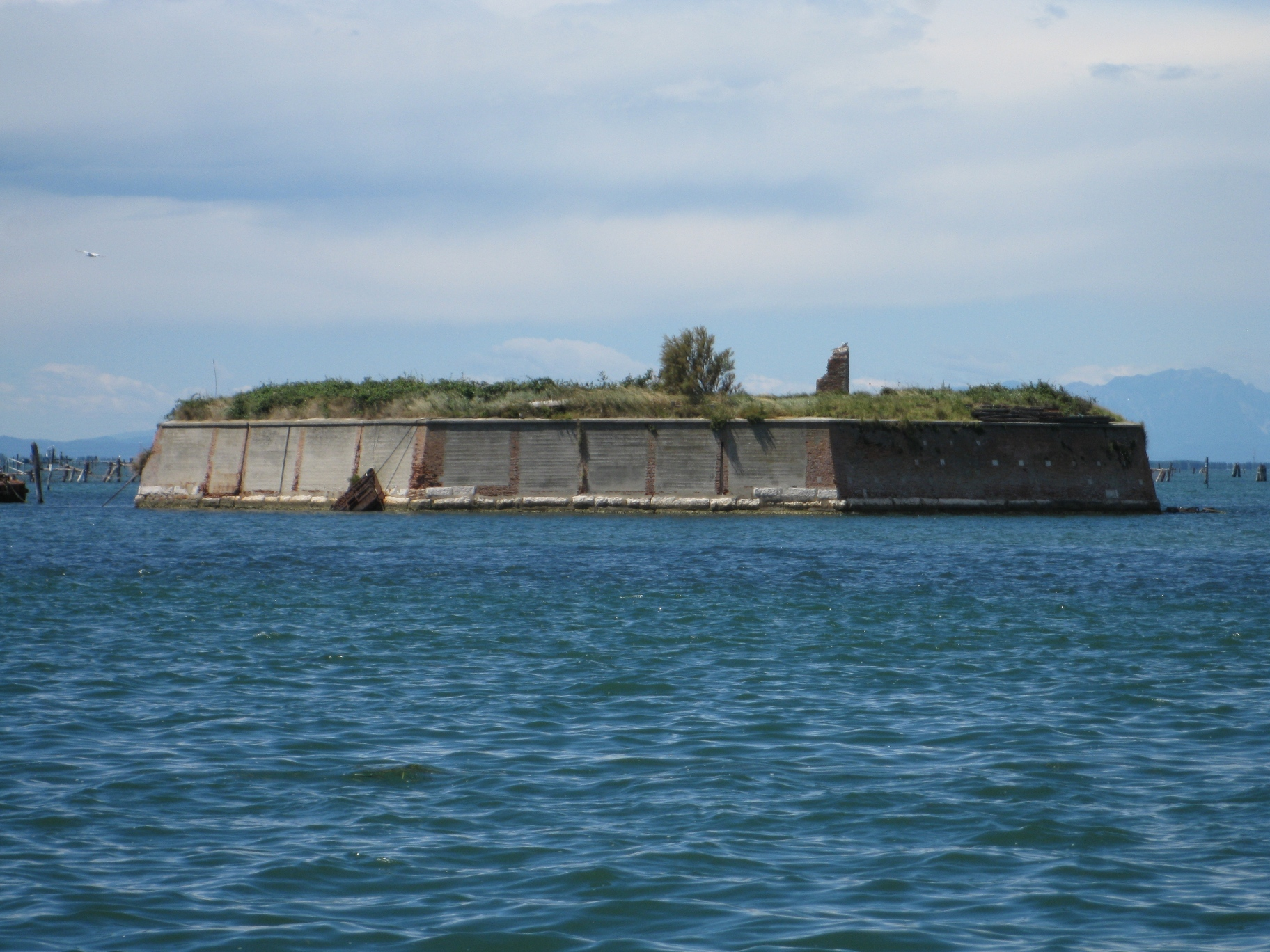
L'Ottagono Ca' Roman

Gli Ottagoni sono quattro isolette della Laguna Veneta, così denominate da quando, nel 1571, la Repubblica di Venezia decise di costruirvi un forte su ciascuna, appunto di forma ottagonale. Queste quattro fortificazioni rientrano nel Sistema difensivo della laguna di Venezia.
Taluni ipotizzano che il progettista di queste strutture sia stato Jacopo Sansovino, ma più probabilmente le avrebbe ideate Michele Sanmicheli nell'ambito di un progetto difensivo che comprendeva anche il forte di Sant'Andrea. Gli Ottagoni furono costruiti in un momento in cui Venezia era in particolare apprensione per la crescita della potenza turca. È possibile che sui quattro siti sorgessero già delle postazioni militari.
I quattro forti, ad oggi perlopiù in rovina, sono disposti lungo le isole del Lido e di Pellestrina:
- Ottagono Alberoni: situato, come dice il nome stesso, di fronte agli Alberoni, misura 0,2 ettari. È di proprietà privata.
- Ottagono San Pietro: situato di fronte a San Pietro in Volta, misura 0,3 ettari ed è di proprietà privata.
- Ottagono Ca' Roman: situato di fronte alla località di Ca' Roman, presso Pellestrina, misura 0,2 ettari ed è proprietà del demanio.
- Ottagono Campana (o Abbandonato): situato tra l'isola di Poveglia e gli Alberoni e misura 0,25 ettari. Appartiene al demanio dello Stato.

Anche presso Poveglia esiste un quinto fortilizio di forma ottagonale, chiamato appunto Ottagono Poveglia, ma esso è di origine più antica; risale infatti agli anni della Guerra di Chioggia.